# Microrregión del Vão do Paranã
La microrregión del Vão do Paranã es una de las  microrregiones del estado brasileño de Goiás perteneciente a la Mesorregión del Este Goiano. Su población fue estimada en 2006 por el IBGE en 96.646 habitantes y está dividida en doce municipios. Posee un área total de 17.388,823 km².

## Municipios
- Alvorada do Norte
- Buritinópolis
- Damianópolis
- Divinópolis de Goiás
- Flores de Goiás
- Guarani de Goiás
- Iaciara
- Mambaí
- Posse
- São Domingos
- Simolândia
- Sítio d'Abadia

- Datos: Q954313